# Ткаченко Борис Данилович
Бори́с Дани́лович Ткаче́нко  (25 січня (6 лютого) 1899, Воронеж  — 23 грудня 1937, в'язниця НКВС СРСР, Київ) — український мовознавець-україніст доби Розстріляного відродження, перекладач класичної літератури. Співупорядник «Українського правопису» 1928, забороненого радянською владою. Учень Леоніда Булаховського й Олекси Синявського. Батько філолога Ореста Ткаченка.
Жертва сталінського терору.

## Життєпис
Батьки були україномовними, незважаючи на те, що мати Бориса була із російського дворянства. Батько, Данило Ткаченко, був близьким другом Бориса Грінченка і допомагав у зборі матеріалів для його відомого словника. Борис Грінченко став хрещеним батьком його сина, якого назвали Борисом на честь мовознавця.
Після закінчення школи у Воронежі переїхав до Харкова.
1923 закінчив Харківський інститут народної освіти, де його вчителем був професор української мови Олекса Синявський.
Зацікавився українською стилістикою та діалектологією, писав методичні брошури з викладання української мови. Займався польовими дослідженнями, фіксуючи і зберігаючи живу народну мову.
Від 1927 — старший науковий співробітник Харківської філії Інституту мовознавства АН УСРР. Одночасно — викладач української мови в Комуністичному університеті та Всеукраїнському інституті підвищення кваліфікації педагогів. Пізніше — консультант-коректор Партвидаву ЦК КП(б)У.
Входив до середовища письменників і поетів «Розстріляного відродження». Дружив із Миколою Хвильовим, Майком Йогансеном, Миколою Зеровим.
У 1935 р. переїхав до Києва.
В грудні 1937 року був заарештований. Йому інкримінували участь в «антирадянській українській націоналістичній терористичній організації» та зв'язки із троцькістами. Рішенням трійки НКВД засуджений до страти. Розстріляний 23 грудня 1937 р., похований імовірніше за все в Биківнянському лісі.
Тричі був одружений. Один із синів, Орест Ткаченко, після Другої світової війни теж став мовознавцем. Після розстрілу батька, попри те, що ріс і виховувався в іншій родині, у 12-річному віці виключений з піонерської організації, зазнав переслідування і цькування.
Третьою дружиною була відома  перекладачка і мовознавиця Зінаїда Йоффе, яка пройшла через сталінські табори як «дружина ворога народу».
Реабілітований посмертно в 1957 р.

## Наукова робота
Праці з української діалектології, сучасної української літературної мови (граматика, лексикологія, стилістика), лексикографії, правопису.
Співупорядник «Українського правопису» 1928 року.
Співавтор «Загального курсу української мови» (разом із Майком Йогансеном, кілька видань у 1920-х), «Практичного російсько-українського словника» (у співавторстві з Майком Йогансеном, Костем Німчиновим, Миколою Наконечним, 1926 року).
Під керівництвом Леоніда Булаховського здійснив першу спробу створення окремого спеціального курсу стилістики української мови. Це був «Нарис української стилістики» (5 лекцій), написаний Борисом Ткаченком і 1929-го виданий у Харкові. І хоч у праці простежувалося використання положень «Французької стилістики» Шарля Баллі, новаторська цінність її полягала у висвітленні стилістичних явищ української мови, залученні широкого матеріалу з художньої літератури, фольклору, народно-розмовної мови тощо.
Автор статей з лексикології і діалектологічної морфології, зокрема про м'яку відміну прикметників.

## Переклади класичної літератури
Перекладав красне письменство з чужих мов:
- англійської — Едгар По;
- французької — Проспер Меріме;
- німецької — Ніколаус Ленау;
- російської — Олександр Пушкін, Лев Толстой, Олексій Толстой, Антон Чехов.